# ЦНИИатоминформ
ФГУП «ЦНИИАТОМИНФОРМ» (Центральный научно-исследовательский институт управления, экономики и информации Министерства атомной промышленности Российской Федерации) — научно-исследовательский институт Министерства среднего машиностроения атомной промышленности (с 2008 г. — Госкорпорации «Росатом»), существовавший с 1967 по 2010 г.

## Деятельность ЦНИИ
Институт предоставлял комплекс услуг в сфере управленческого, экономического и информационного консалтинга центральному аппарату и предприятиям атомной отрасли, промышленным холдингам, органам исполнительной власти субъектов РФ, государственным корпорациям, Правительству Российской Федерации.
Институт сыграл особую роль в период реформирования атомной отрасли России в 2005-2009 годах. ЦНИИАТОМИНФОРМ отвечал за методическое и организационное обеспечение реструктуризации атомного энергопромышленного комплекса, создание холдинга «Атомэнергопром» и госкорпорации «Росатом». Среди прочего, институтом была разработана ERP-система госкорпорации «Росатом» на базе Oracle Database.
Существенным частью деятельности была разработка методик коммерциализации существовавших в отрасли изобретений и инновационных разработок. Одним из изданий института являлся "Бюллетень центра общественной информации по атомной энергии". В номерах 4-12 за 1993 этого издания изложена история атомной промышленности в обзорах А.К.Круглова: «Освоение атомной энергии» , «К истории атомной науки и промышленности» , которые впоследстивии были изданы институтом в виде книги "Как создавалась атомная промышленность".

## История
Центральный научно-исследовательский институт информации и технико-экономических исследований по атомной науке и технике (ЦНИИАТОМИНФОРМ) Министерства среднего машиностроения СССР был создан в 1967 г. решением Совета министров СССР.
В 1991 г. ЦНИИАТОМИНФОРМ преобразован в Центральный научно-исследовательский институт управления, экономики и информации Министерства атомной промышленности Российской Федерации для решения задач управления отраслью при переходе к рыночной экономике.

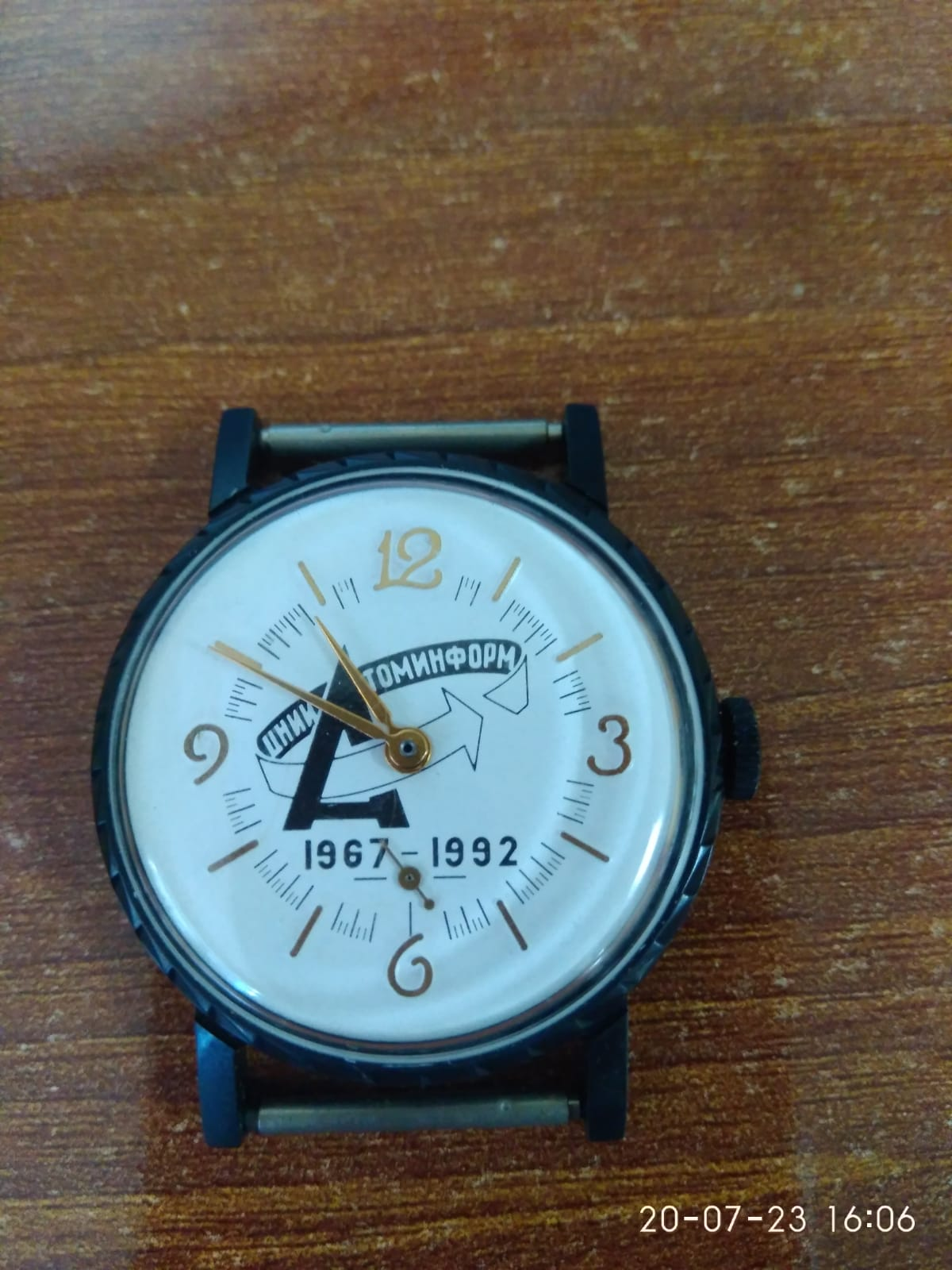

К двадцатипятилетию работы  института в 1992 году были выпущены малой серией мемориальные часы.
В 2007 году в институте был проведен «модельный» пилотный проект, направленный на радикальное повышение его экономической эффективности и разработку процедур быстрой реорганизации предприятий отрасли при ее реформировании.
В том же году в институте была проведена первая международная отраслевая конференция для предприятий отрасли и ее поставщиков.
В марте 2009 г. в результате дальнейшей реорганизации (разукрупнения) института функции ЦНИИАТОМИНФОРМ были продолжили выполнять подразделения института, преобразованные в независимые предприятия, а здание передано инжиниринговому дивизиону Госкорпорации «Росатом» — «Атомстройэкспорту».

## Награды
По версии Рейтингового агентства «Эксперт», по итогам 2007 г. ЦНИИАТОМИНФОРМ занял 5 первых позиций в стране в категориях: «Консалтинг в области стратегического планирования и организационного развития», «Консалтинг в области финансового управления», «Юридический консалтинг», «Консалтинг в области организации производства товаров и услуг», «Консалтинг в области маркетинга и связей с общественностью»).